# Encim
Encim ali fermènt (grško ενζυμον - v kvasu, od tod tudi slovensko ime kvasína) je beljakovina ali beljakovinski kompleks, ki katalizira biokemične reakcije v živih ali neživih celicah, kar pomeni, da uravnava hitrost in smer teh reakcij, pri čemer se sam ne porablja in se trajno ne spremeni. Kot katalizatorji so specifični, kar pomeni, da vsak encim deluje le na nekatere substrate (včasih na le enega) ali pospešuje samo eno reakcijo. Encime izdelujejo živi organizmi.

## Zgodovina
Prve biokemijske raziskave so bile prav raziskave encimske in proteinske kemije. Prve skrbne in načrtovane raziskave naravnih katalitičnih procesov so izvajali ob koncu 18. in v začetku 19. stoletja, ko so opazovali prebavo proteinov iz mesa s pomočjo želodčnega soka.
Z drugimi zgodnjimi raziskavami so ugotovili, da se lahko polisaharidi, kot je škrob, s pomočjo izvlečka iz rastlinskih celic in s pomočjo živalske sline pretvorijo v glukozo. Louis Pasteur je sredi 19. stoletja z raziskavami, ki so jih financirali pridelovalci vina, pokazal, da so v celicah gliv kvasovk snovi, s pomočjo katerih se sladkor pretvori v etilni alkohol; te snovi je imenoval »fermenti«, proces pa fermentacija.
Leta 1897 sta Eduard in Hans Buchner uporabila izvleček iz kvasovk za fermentacijo sladkorja. S temi eksperimenti se je začelo obdobje naprednejših biokemijskih raziskav, saj so pokazali, da naravne katalitične snovi, ki so jih sedaj imenovali encimi, lahko delujejo neodvisno od živih celic.
Leta 1926 je James Sumner z Univerze Cornell (ZDA) izoliral in kristaliziral encim ureazo iz stročnice Canavaria ensiformis in ugotovil, da so bili kristali sestavljeni predvsem iz proteinske (beljakovinske) snovi. Potem ko so odkrili, da je mogoče encime izolirati iz celic, jih očistiti in njihove reakcije raziskovati v epruveti, se je v znanstveni literaturi pojavilo na tisoče poročil o encimih in njihovih lastnostih.

## Imenovanje encimov
Imena encimov imajo običajno končnico -aza, npr. hidrolaza, reduktaza in sintetaza. Encime poimenujemo na osnovi njihove katalitične aktivnosti, pri tem pa so izjema trivialna imena encimov (npr. tripsin, kaspaza, RNaza). Običajno prvi del imena pomeni substrat, produkt ali kofaktor, sledi pa osnovno ime encima, ki razloži njegovo aktivnost. Oba dela imena encima v slovenščini pišemo brez vezaja (alkohol oksidaza, ne priporočata se zapisa: alkoholna oksidaza ali alkohol-oksidaza), razen v primerih, ko se ime encima začne s kratico neke molekule (npr. NADH-dehidrogenaza, HMG-CoA-reduktaza, bilirubin UDP-glukuroniltransferaza). Splošno navodilo ne velja za liaze in transferaze; te zapisujemo z eno besedo (aciltransferaza, metiltransferaza; karboksiliaza, diacilglicerolliaza).
V slovenščini jezikovnega pravila, ki bi poenotilo zapise imen encimov, ni, zato se pojavljajo različice zapisov. Zaradi vpliva angleških zapisov se pojavljajo zapisi z vezajem (alkohol-oksidaza), vendar v slovenščini raba vezaja v taki vlogi ni predvidena in se ne priporoča. Raba vezaja tudi pred številkami v imenih encimov (v dolgih in kratičnih zapisih) v slovenščini ni utemeljena (dipeptidil peptidaza 4, DPP4, ne: dipeptidil peptidaza-4, DPP-4).

## Razdelitev encimov
Razdelimo jih lahko v šest skupin glede na tip reakcije, ki jo katalizirajo. V vsaki od teh skupin so poimenovani po specifičnem tipu reakcij, ki jih katalizirajo (npr. encimi oksireduktaze sodelujejo pri oksidacijsko redukcijskih reakcijah). Nadaljnja specifična imena se določajo na podlagi tega, kako in na kateri substrat encimi delujejo (npr. encimi, ki katalizirajo oddajo vodika oksidaciji, so dehidrogenaze, in če na ta način delujejo na laktate, so laktatdehidrogenaze). Na podlagi tega imajo vsi encimi svojo klasifikacijsko številko.
Encime torej razdelimo po tipu reakcij, ki jih katalizirajo, na šest skupin:
| Klasifikacijsko število | Skupina         | Tip kemijske reakcije                                                                                     | Reakcijska shema                                   | Primeri encimov                                                                    |
| ----------------------- | --------------- | --- | -------------------------------------------------- | ---------------------------------------------------------------------------------- |
| EC 1                    | oksidoreduktaze | oksidacija in redukcija                                                                                   | AH + B → A + BH (reduciran) A + O → AO (oksidiran) | citokromoksidaza, laktatdehidrogenaza, peroksidaza, glukoza-6-fosfat-dehidrogenaza |
| EC 2                    | transferaze     | transfer (prenos) funkcionalnih skupin (npr. amino, acetilna in fosfatna skupina) z ene molekule na drugo | AB + C → A + BC                                    | acetatkinaza, alanindeaminaza, alanin-aminotransferaza                             |
| EC 3                    | hidrolaze       | razcep vezi s hidrolizo                                                                                   | AB + H2O → AOH + BH                                | lipaza, amilaza, alkalna fosfataza                                                 |
| EC 4                    | liaze           | adicija skupin na dvojno vez ali tvorba dvojne vezi z odstranjevanjem skupin                              | RCOCOOH → RCOH + CO2 ali [X-A-B-Y] → [A=B + X-Y]   | izocitraza, oksalatdekarboksilaza                                                  |
| EC 5                    | izomeraze       | prenos skupin znotraj molekule                                                                            | AB → BA                                            | glukoza-fosfat izomeraza                                                           |
| EC 6                    | ligaze          | spajanje dveh molekul ob uporabi energije iz ATP                                                          | X + Y + ATP → XY + ADP + Pi                        | acetil-CoA sintetaza, DNA-ligaza                                                   |

## Zgradba encimov in funkcija njegovih delov
Encimi so nasplošno velike globularne beljakovine. Vsak encim ima značilno tridimenzionalno obliko in specifično površinsko obliko in ravno to omogoča encimom, da med vsemi molekulami najdejo pravi substrat.
Večina encimov je zgrajenih iz dveh delov: en del je beljakovinski (apoencim), drugi del pa nebeljakovinski (kofaktor). Celoten encim se imenuje holoencim. Če je kofaktor odstranjen, encim preneha delovati. Nekateri encimi so zgrajeni samo iz beljakovine.
Kofaktor je lahko kovinski ion ali kompleksna organska spojina, ki jo imenujemo koencim. Ioni kovin, npr. Ca, Fe in Zn pomagajo katalizirati reakcijo tako, da ustvarijo most med encimom in substratom. Koencimi delujejo tako, da sprejemajo atome, ki jih oddaja substrat, ali oddajajo atome, ki jih substrat sprejema. Nekateri koencimi delujejo tudi kot nosilci elektronov: sprejemajo jih iz substrata in oddajajo molekulam v naslednjih reakcijah. Največkrat so koencimi pridobljeni iz vitaminov. Takšna sta tudi dva od najpomembnejših koencimov v celičnem metabolizmu: to sta NAD+ (nikotinamid adenin dinukleotid) in NADP+ (nikotinamid adenin dinukleotid fosfat); oba vsebujeta vitamin B, natančneje nikotinsko kislino, ki deluje kot nosilec elektronov.
Posebna izjema so encimi RNA ali ribocimi, ki jih sestavlja RNA (ribonukleinska kislina) namesto beljakovin. Ribocimi katalizirajo le izrezovanje RNA.

## Mehanizem delovanja encimov
V živi celici stalno potekajo kemijske reakcije, pri katerih se kemijske vezi med atomi razcepljajo ali spajajo. Da do tega pride, se morajo atomi ali molekule zaleteti, kar je odvisno od hitrosti in oblike delcev ter količine energije, potreben za sproženje reakcije; to energijo imenujemo aktivacijska energija. Za takšno hitrost sta nujno potrebna:
- fiziološka temperatura,
- pritisk (tlak),

saj vse kemijske reakcije potekajo hitreje pri teh dveh fizikalnih količinah.
V organizmu sta pa vendarle prenizka, da bi lahko reakcije potekale hitro, ena za drugo. Potrebno bi bilo dvigniti raven le-teh čez določeno raven, kar pa bi privedlo do poškodovanja ali uničenja celic. Za potrebno hitrost kemijskih reakcij skrbijo torej encimi, ki lahko delujejo na 2 načina:
1. lahko zbližajo molekuli dveh reaktantov in ju pravilno orientirajo, da lahko reagirata;
2. lahko pa tudi znižajo aktivacijsko energijo na ta način, da omogočijo večjo cepitev molekul, ki imajo veliko notranjo energijo; pri tem se temperatura in pritisk v celici ne spremenita

Način zniževanja aktivacijske energije še ni popolnoma znan. Zato pa je poznano zaporedje dogodkov pri same delovanju encima:
1. površina substrata pride v stik z določenim delom encimove površine, ki jo imenujemo aktivni center;
2. nastane začasna zveza med encimom in substratom, ki jo imenujemo kompleks encim-substrat;
3. molekula substrata se spremeni tako, da se razporedijo obstoječi atomi ali se razcepi molekula substrata ali pa nastane kombinacija z molekulo drugega substrata;
4. spremenjena molekula substrata, ki je končni produkt reakcije, se loči od encima, ker ne odgovarja več aktivnemu centru in načinu;
5. encim je nespremenjen in prost ter reagira z drugo molekulo substrata

Ni nujno, da na eno molekulo deluje samo en določen encim, pač pa lahko deluje tudi več encimov in pri vsaki reakciji je produkt drugačen. Primer take molekule je glukoza-6-fosfat, na katero lahko delujejo vsaj štirje različni encimi.

## Aktivnost encimov in njeni dejavniki
Dejavniki, ki vplivajo na aktivnost encimov so:
- količina substrata,
- temperatura,
- pH in ionska jakost pufra,
- prisotnost koencimov, aktivatorjev in inhibitorjev

### Količina substrata
Z naraščajočo količino (koncentracijo) raste aktivnost encimov, ki doseže maksimum pri tolikšni koncentraciji substrata, pri kateri so zasedeni vsi aktivni centri encima. Če se potem koncentracija substrata še veča, aktivnost encima ne narašča več. V normalnih razmerah do take koncentracije substrata ne pride. Po navadi je nekaj molekul encima zaradi pomanjkanja substrata zato v neaktivnem stanju.

### Temperatura
Vsak encim ima temperaturni optimum, maksimum in minimum. Aktivnost encimov narašča z naraščanjem temperature, vendar le do temperaturnega optimuma encima. Ker je del encima beljakovina, ta zaradi delovanja toplote denaturira oz. spremeni se razporeditev aminokislin v aktivnih centrih. Zaradi tega encim zgubi svojo katalitično sposobnost in aktivnost se zmanjša. Če se denaturacija nadaljuje, potem encimske beljakovine postanejo netopne in koagulirajo (tvorijo strdke). Takrat je proces ireverzibilen in encim za stalno izgubi svoje lastnosti.

### pH
Večina encimov ima tudi optimalen pH, pri katerem je njihova aktivnost največja. Vrednosti pH, ki so večje ali manjše od optimuma, zmanjšajo aktivnost encimov. Če se spremeni vrednost medija (prostora), v katerem reakcija poteka, so poškodovane mnoge aminokisline in tridimenzionalna zgradba  je spremenjena. Z drugimi besedami, beljakovine koagulirajo.

### Inhibitorji
V celicah in tkivih so tudi prisotne druge kemične snovi, kot so npr. zdravila in toksini (strupi, predvsem so za encime nevarni t.i. beljakovinski strupi) in druge biokemijske spojine. Mnoge od teh snovi encime inhibirajo, jih torej onemogočijo.